# Història genètica dels pobles indígenes d'Amèrica

Mapa de les migracions humanes fos d'Àfrica

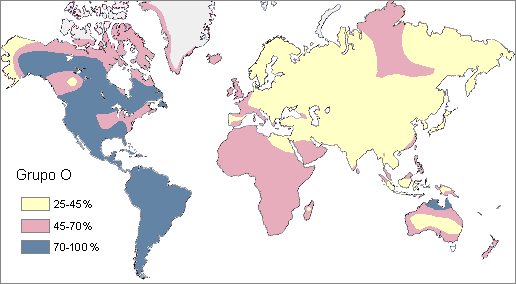
La principal característica genètica que diferencia als pobles natius americans dels altres grups humans del món, és la predominança del grup sanguini O.

La història genètica dels indígenes d'Amèrica es fonamenta en diversos camps, com ara la genètica del cromosoma Y, la genètica mitocondrial, la genètica autosòmica i la proteica, els quals van convergint aproximadament en la mateixa història. Els patrons genètics indiquen que els pobles indígenes d'Amèrica van experimentar diversos episodis genètics ben marcats: el primer i més important es va donar amb el poblament inicial d'Amèrica provinent de Sibèria, el dels paleoamericans, el qual seria el factor preponderant en el nombre de llinatges i de marcadors genètics trobats en l'actual població ameríndia. Un poblament posterior correspondria al dels pobles na-dené d'Amèrica del Nord i un altre al dels esquimoaleutes en l'extrem nord; tots ells també provinents de Sibèria. Addicionalment, és possible ―si bé encara no ha estat comprovat―, l'aportació genètica europea a l'Amèrica precolombina.

## Hipòtesi de les migracions de Sibèria

### Antecedents històrics
Les teories antropològiques van col·locar històricament als indígenes americans en diferents agrupaments. En les primeres classificacions (François Bernier, segle XVII) se'ls va classificar juntament amb el grup europeu, en el segle XVIII solien agrupar-se independentment, i en l'antropologia del segle XIX comunament es relacionava a indígenes americans i esquimals amb els asiàtics orientals dins d'un grup major denominat raça mongòlica.
El primer que va determinar específicament que els indígenes americans provenien d'Àsia a través de l'estret de Bering va ser l'antropòleg txec Aleš Hrdlička (1869-1943), qui va sostenir que els éssers humans americans es van originar a Mongòlia a causa de la semblança física i cultural, i que no es va realitzar aquest poblament d'una sola vegada, sinó que es va donar en diverses migracions.

### Hipòtesi de les tres migracions
La teoria de les tres migracions siberianes que van poblar Amèrica va aparèixer en 1985, amb les primeres recerques genètiques i es va popularitzar a partir de 1986, a partir dels treballs del lingüista Joseph Greenberg, la paleoantropòloga Christy Turner i el genetista Stephen Zegura, publicant conjuntament El Poblament d'Amèrica: Una comparació de l'evidència lingüística, dental i genètica.

#### Evidència lingüística
Joseph Greenberg va proposar tres famílies principals de llengües a Amèrica: esquimoaleutianes, na-dené i llengües ameríndies, que equivaldrien a tres processos diferents del poblament d'Amèrica, encara que els seus mètodes i conclusions no són acceptats per la majoria de lingüistes americanistes (en particular, les crítiques se centren en negar el grup amerindi com a grup filogenèticament vàlid des del punt de vista lingüístic).
Si bé els dos primers grups (esquimoaleutià, na-dené) són universalment acceptats i correspondrien a les dues onades més recents, el tercer grup l'amerindis és enormement divers i podria correspondre a un procés migratori més llarg en el qual podrien haver participat grups lingüísticament diversos, a diferència del cas de les dues últimes migracions.
Com a antecedents de la recerca d'aquests tres grups es pot citar que les llengües na-dené van ser establertes per Edward Sapir el 1915; la relació entre esquimals i aleutes la va determinar Rasmus Rusk el 1819, la qual cosa va ser acceptat per lingüistes i antropòlegs del segle xix i XX; i finalment els indicis que aparentment defineixen les llengües ameríndies van ser enunciats per Alfredo Trombetti en 1905, i aquest va ser recolzat per Sapir en 1918.
La comparació entre els resultats lingüístics i genètics és relativa, atès que la genètica permet obtenir conclusions sobre la base del rellotge molecular amb milers i fins i tot milions d'anys d'antiguitat donada la gran varietat de les cadenes nucleiques i proteiques, en canvi la lingüística permet l'anàlisi sola fins als 5000 o 6000 anys d'antiguitat, perquè en períodes més llargs el percentatge de paraules que mostren el parentiu entre dues llengües és massa baix per resultar estadísticament fiable. Si bé és possible que durant el Paleolític s'hagués dut a terme més d'una migració, sobre la base de l'evidència actual no és possible validar, si bé tampoc descartar la hipòtesi ameríndia de l'única llengua ancestral paleoamericana.

#### Evidència antropològica física
L'evidència antropològica dental va suggerir que els nadius del nord de la Xina amb una primera migració, van donar lloc a la formació dels grups ètnics paleoamericans; una segona migració als na-dené i una tercera als esquimo-aleutes.

## Anàlisi genètica

### Grup sanguini
Estudis dels anys 1920 van determinar la predominança del grup sanguini O en les poblacions precolombines, trobant-se també A però només en el nord. Jacob Bronowski va deduir en 1973 que en el poblament d'Amèrica s'haurien donat almenys dos processos migratoris: El primer portant exclusivament el grup O, típic de Sud-amèrica i una segona ona migratòria portant al grup A sol o acompanyat d'O, tal com es troba a Amèrica del Nord.

### Genètica proteica
La recerca genètica proteica és pionera en el desenvolupament de la hipòtesi de les tres migracions. L'anàlisi de la immunoglobulina G en 1985 reporta una diferent distribució entre els nadius americans, la qual cosa correspondria segons els autors als tres grups implicats en el poblament d'Amèrica des de l'orient siberià i segons el següent esquema:
| Al·lotips mg  | Gm1;21 | Gm1,2;21 | Gm1;11,13 |
| ------------- | ------ | -------- | --------- |
| Paleoamericà  | Si     | Sí       | no        |
| Na-dené       | Si     | Sí       | Sí        |
| Esquimoaleuta | Si     | no       | Sí        |

En aquest mateix estudi es va trobar el haplotip Gm3;5,11,13 en baixes freqüències, que és considerat caucàsic i de probable origen en el mestissatge.

### Genètica mitocondrial
Els primers llinatges descoberts els va donar la genètica mitocondrial, trobant-se en 1990 quatre grups d’haplotips (haplogrups) en els amerindis i una variant d'un d'ells als pobles na-dené. Aquests quatre haplogrups van ser nomenats en 1992 usant les primeres lletres de l'alfabet: A, B, C i D, comprovant a més l'origen asiàtic de la colonització d'Amèrica. En trobar que en els nadius na-dené dogrib del Canadà es va trobar gairebé exclusivament el grup A, aviat es va deduir que això recolza l'origen independent dels pobles na-dené, perquè els amerindis tindrien un origen més antic migrant des de Sibèria a través del pont de Beríngia i amb una primerenca tribalització.
Pocs anys després (1998) es va descobrir un cinquè llinatge, l'haplogrup X, que té una distribució filogeogràfica diferent, ja que mentre els primers quatre haplogrups A, B, C i D es desenvolupen a Àsia Oriental i s'estenen per tota Amèrica, X és típic d'Euràsia Occidental, trobant-se a Europa en baixes freqüències i circumscrivint-se en el Nou Món només a Amèrica del Nord.
En 2014, l'anàlisi de l'ADN mitocondrial de l'esquelet complet de Naia, datat en 12.900 any AP, trobat a Mèxic, un sistema de coves submarines de Tulum ha provat un vincle genètic entre els paleoamericans i els moderns nadius americans ja que va trobar que Naia tenia l'haplogrup D1, exclusiu dels actuals amerindis, especialment d'Amèrica del Sud.
Aquests resultats avalen les teories del poblament americà des de Sibèria. Les rutes i la seva antiguitat aproximada s'indiquen en el següent mapa:

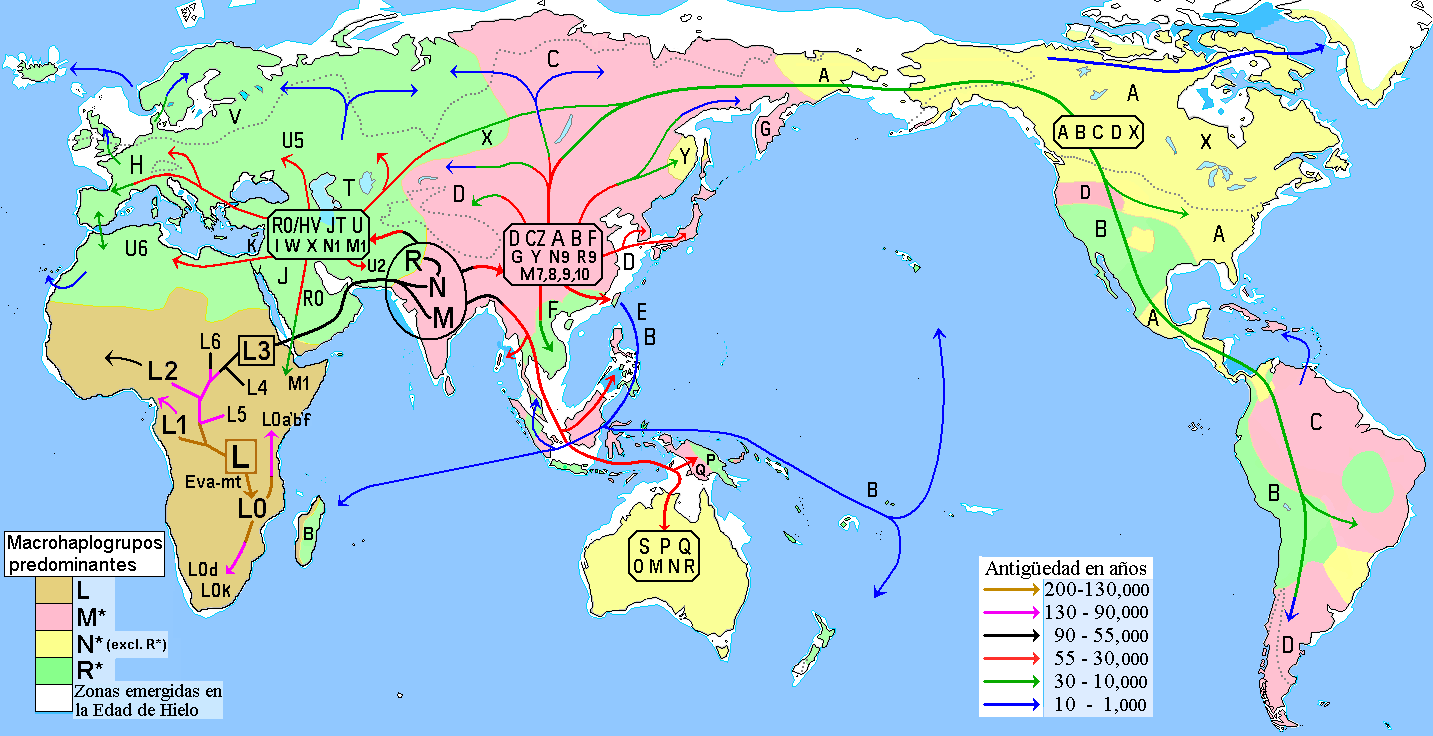
Migracions humanes dels haplogrups mitocondrials. Les primeres migracions corresponen als paleoamericans, que portaven un patrimoni genètic conformat pels llinatges A, B, C, D i X.

### Genètica del cromosoma Y
En els nadius americans existeix un sol llinatge patrilineal clarament majoritari, determinat en 1995, se'l va denominar DYS199 (actualment Q-M3 o Q1a2a1a1) i es presenta en tots els pobles indígenes americans, inclosos els inuits, però especialment a Centreamèrica i Sud-amèrica amb freqüències de més del 90%.
Posteriorment es van determinar altres llinatges, especialment els haplogrups C i R a Amèrica del Nord, per la qual cosa es va deduir que va poder haver-hi dues migracions primàries procedents de Sibèria, donant lloc a la següent distribució:
| Regió                     | Llinatges materns | Llinatges paterns |
| ------------------------- | ----------------- | ----------------- |
| Amèrica del Nord          | A, B, C, D, X     | C, Q, R           |
| Mesoamèrica i Sud-amèrica | A, B, C, D        | Q                 |

Si bé Q-M3 (Q1a2a1a1, abans Q3) està molt estès a tota Amèrica, la seva presència està relacionada específicament amb la primera migració, la dels paleoamericans. Migracions posteriors van portar altres llinatges, així doncs, als pobles na-dené predomina l'haplogrup C-P39 (C2b1a1a, abans C3b1) i en els inuits Q-NWT01 (Q1a1a).

### Genètica autosòmica
Els últims estudis genètics realitzats sobre el polimorfisme de nucleòtid conclouen que el poblament d'Amèrica es va realitzar en tres onades migratòries des d'Àsia, on els primers americans haurien arribat fa uns 15.000 anys i posteriorment van arribar els pobles na-dené i els esquimoaleutians.

### Principals grups
L'anàlisi genètica lineal subcladístico (en haplogrups) realitzat posteriorment en la població nativa d'Amèrica, permet identificar grups i subgrups que el seu particular patrimoni genètic originari matern (mitocondrial) i patern (cromosòmic Y) pot definir-los.
En la següent taula va en negreta els haplogrups predominants i entre parèntesis els que tenen un probable origen en el mestissatge amb altres pobles (ordre de nord a sud):
| Grup           | Subgrup                   | Llinatges materns      | Llinatges paterns   |
| -------------- | ------------------------- | ---------------------- | ------------------- |
| Esquimoaleuta  | Esquimal                  | A2a, A2b, D2, D3       | Q-NWT01, Q-M3 (R1). |
| Esquimoaleuta  | Aleuta                    | A2a, D2                | Q-M3 (R1).          |
| Na-dené        | Na-dené del Nord          | A2a (D2).              | Q-M3, C-P49 (R1).   |
| Na-dené        | Na-dené del Sud           | A2a (B2, C1).          | Q-M3, C-P49         |
| Paleoamericans | Amèrica del Nord          | A2-64, B2, C1, D1, X2  | Q-M3 (C-P49, R1).   |
| Paleoamericans | Mesoamèrica i Sud-amèrica | A2-64, B2, C1, D1, D4h | Q-M3                |

#### Semblances i diferències
Entre els pobles indígenes d'Amèrica, són més les semblances que les diferències. Segons la genètica autosòmica, en el continent americà existeix baixa diversitat genètica i en canvi una gran diferenciació amb les poblacions natives de la resta del món. Prova d'aquesta unitat i uniformitat genètica es troba en què els llinatges fundadors del poblament d'Amèrica A2 (ADNmt) i Q-M3 (ADN-Y), són típics del continent i amb freqüència predominants; igual que el grup sanguini O+.
Les diferències més excel·lents serien el resultat de la relació entre les successives ones immigratòries i la introducció de nous llinatges. Així doncs durant el Paleolític haurien arribat els primers llinatges paleoamericans A, B, C, D1 (ADNmt), Q-M3 (ADN-Y) i possiblement després X (ADNmt); mentre que en el Neolític vindria C (ADN-Y) possiblement amb els pobles na-dené, i a més D2, D3 (ADNmt) i Q-NWT01 (ADN-Y) amb els esquimals.
L'últim i més detallat estudi sobre el poblament d'Amèrica, analitza 52 pobles americans, 17 siberians i 300.000 variants de seqüències d'ADN, concloent en el següent:
- La majoria de la població nativa americana descendeix enterament d'un sol grup de primers migrants que va creuar Beríngia, un pont que va unir Àsia i Amèrica durant l'era de gel. D'allí es va produir una expansió per tot el continent, seguit de múltiples divergències i finalment va haver-hi poc flux genètic entre els grups natius americans, especialment a Amèrica del Sud.
- Es van produir dues migracions posteriors que van deixar una petjada genètica entre els parlants de llengües na-dené i esquimoaleutes. Aquestes migracions es van barrejar amb els primers pobles natius ja establerts, de tal manera que els pobles na-dené presenten la major part del genoma de la primera migració, un 90%, mentre que en els esquimoaleutes es va conservar el 50% d'aquest.
- També es va produir una migració de retorn d'Amèrica cap a Sibèria, tal com es veu en l'anàlisi genètica dels pobles inuit-siberians i en txuktxis.

## Paleoamericans

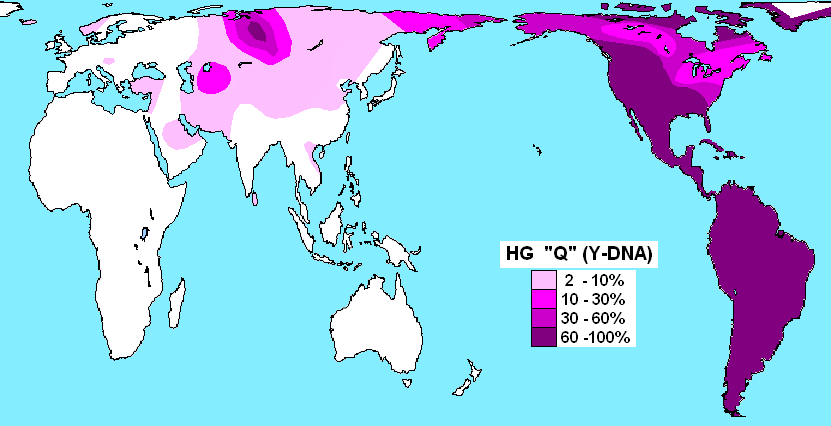
Predomini de l'haplogrup Q en poblacions ameríndies.

Es denominen paleoamericans o paleoindis les poblacions més antigues que van arribar a Amèrica en el Paleolític (fa més de 10.000 anys) i que també són anomenats amerindis per molts genetistes.
És comú trobar l'Haplogrup Q del cromosoma Y humà en freqüències del 100% a Mesoamèrica i Sud-amèrica, per la qual cosa ha d'haver estat part del patrimoni genètic paleoamericà. El mateix fenomen ocorre amb l'anàlisi de grup sanguini, on el grup O es troba en freqüències del 100% en molts grups ètnics de Llatinoamèrica.

### Paleoantropologia genètica
L'anàlisi d'ADN de les poblacions indígenes actuals, així com el de fòssils humans, proporciona noves llums a l'estudi del poblament d'Amèrica. Anàlisi de 42 mostres de les mòmies chinchorro de fins a 7000 anys d'antiguitat (de les més antigues del món) donen com a resultat A:31,2 B:21,9 C:31,2 i D:3,1% de perfil mitocondrial.
Restes humanes de fa 10.300 anys van ser trobats a Alaska i es va informar que pertanyien a l'haplogrup mitocondrial D4h3 i al cromosòmic Q-M3, els quals poden trobar-se actualment molt estesos, fins i tot fins i tot a Terra del Foc. Però l'evidència genètica més antiga la constitueix l'anàlisi de copròlits humans de fa 12.300 anys de les Coves de Paisley a Oregon (Estats Units), les quals sustenten l'origen paleoamericà pre-clovis dels amerindis i van donar com a resultat A2 i B2 (ADNmt).

### Antiguitat
L'arribada dels primers pobladors al continent americà, ha estat àmpliament discutida tant en les seves rutes de procedència com en la seva antiguitat, proposant dates tan disímiles com 12 000 o fins a 60 000 anys.
Estudis recents coincideixen que aquesta colonització s'hauria produït després de l'anomenat últim màxim glacial. Un estudi dona una antiguitat de 19.000 anys basat en els principals haplogrups panamericans A2, B2, C1 i D1; i un altre basat en la possibilitat de l'origen d'A2 (ADNmt) a Alaska, li dona 17.000 anys a la colonització d'Amèrica des de Sibèria. El Projecte Genogràfic afirma que es va produir entre fa 15.000 i 20.000 anys.
Segons la genètica del cromosoma Y la colonització d'Amèrica rondaria els 14 000 anys, segons la genètica autosomal té uns 15 000 anys i segons l'anàlisi del rellotge molecular de tots els grups mitocondrials americans, tindria una antiguitat d'uns 15 000 anys, la qual cosa coincidiria amb les fonts més fiables del registre arqueològic.
L'evidència arqueològica més de confiança afirma que les restes reconegudes com els més antics són els de Monte Verde, al sud de Xile, amb uns 14.700 anys i són més antics que els 13.100 de Clovis. Informes sobre datacions molt més antigues especialment a Sud-amèrica, no han estat reconeguts per gran part de la comunitat científica a causa de crítiques en els mètodes o procediments de datació i es manté la controvèrsia.
D'aquesta manera totes les evidències genètiques publicades en els últims anys avalen la teoria del poblament tardà, en contra d'un improbable poblament primerenc que fos anterior als 20.000 anys. La colonització de tot el continent va ser ràpida, amb una diferència aproximada d'uns 2000 anys entre els extrems nord-americà i sud-americà.

### Connexió siberiana
Està àmpliament reconegut el poblament d'Amèrica des de Sibèria, ja que durant l'edat de gel Amèrica i Àsia es trobaven unides a través d'un gran pont anomenat Beríngia.
L'evidència genètica reforça aquesta tesi, perquè relaciona els nadius americans amb els pobles indígenes de Sibèria. Els quatre haplogrups panamericans A, B, C i D (ADNmt) es troben ben estesos en tot el sud de Sibèria i marcadament en buriats i tuvinians. En els tuvinianss per exemple es presenten els quatre grups sumant un 72% i establint una probable connexió entre els primers americans i el sud de Sibèria. No obstant això en el nord de Sibèria, on A i B són escassos, els haplogrups C i D arriben a sumar 86% en iakuts i evenkis orientals.
D'altra banda, el llinatge patrilineal Q (ADN-Y), que és el més comú entre tots els pobles indígenes americans, té en el vell món la major freqüència a Sibèria Occidental als pobles ienisseians, com ara els kets i selkup.
En conclusió es pot afirmar que si bé hi ha una connexió entre Sibèria i Amèrica, no existeix en l'actualitat una regió específica a Euràsia que es relacioni absolutament amb el poblament d'Amèrica.

#### Origen dels ancestres siberians
Es considera que els primers emigrants siberians que van poblar Amèrica tenien al seu torn un origen dual, és a dir que eren mestissos descendents d'homes caucàsics i dones mongòliques. Pobles amb aquestes característiques habiten la Sibèria Central en l'actualitat.
L'anàlisi genòmica d'un nen del sud de Sibèria de fa 24.000 anys confirma aquesta dualitat, el mestissatge de poblacions de l'est d'Àsia i Euràsia Occidental va formar part del patrimoni ancestral dels indígenes americans.

### Hipòtesis de les rutes colonitzadores paleoamericanes

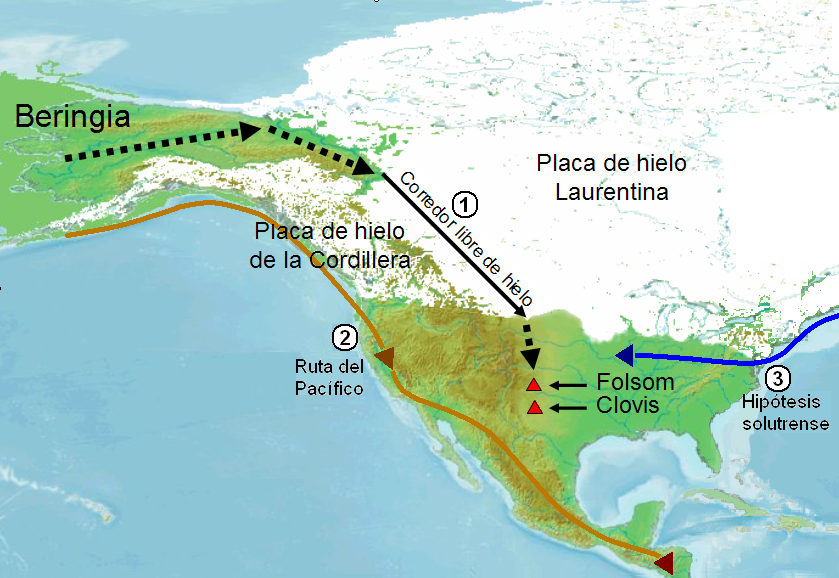
Possibles rutes colonitzadores paleoamericanes:
1) Hipòtesi Clovis del corredor lliure de gel.
2) Hipòtesi de la migració costanera del Pacífic. 3) Hipòtesi solutriana de l'origen europeu dels pobles de l'est d'Amèrica del Nord.

Hi ha diverses hipòtesis sobre les rutes migratòries dels primers colonitzadors, la més acceptada segons evidències geològiques és la hipòtesi Clovis del corredor lliure de gel que s'hauria format entre Beríngia i les Grans Planures d'Amèrica del Nord al final de l'última glaciació. També és possible una ruta per les costes i illes costaneres del Pacífic.
Finalment s'ha sostingut la possibilitat d'una migració des d'Europa, la hipòtesi solutriana, com a part de l'herència ancestral dels amerindis. No obstant això cap d'aquestes tres rutes està totalment demostrada, si bé tampoc descartada, sobre la base de l'evidència genètica.

#### Hipòtesi de la migració única
Segons l'evidència mitocondrial, és possible que la colonització paleoamericana fos el resultat d'una sola migració des de Sibèria per la ruta costanera.

#### Hipòtesi 2 rutes des de Sibèria
La idea de dues rutes de colonització paleolítica d'Amèrica des de Sibèria prové del fet que els paleoamericans poden dividir-se raonablement en dos subgrups genèticament diferenciats, ja sigui pel cromosoma-Y o per l'ADN mitocondrial o per ambdues, generant dues rutes, una molt antiga per la costa Pacífica, i la segona, fa menys de 12.600 anys,  pel corredor lliure de gel caracteritzant dues poblacions que poden resumir-se de la següent manera segons diversos autors: 
| Grup                                  | Probable ruta                  | Antigüitat  | Llinatges materns          | Llinatges paterns |
| ------------------------------------- | ------------------------------ | ----------- | -------------------------- | ----------------- |
| Amerindis panamericans                | Migració costanera del Pacífic | + de 17 500 | A2, B2, C1, C4c, D1, D4h3a | Q                 |
| Amerindis de l'est d'Amèrica del Nord | Corredor lliure de gel         | - de 12 600 | A2, B2, C1, D1, X2a, X2g   | Q (C3b, R1b).     |

Aquestes teories s'han vist reforçades per la troballa de l'haplogrup D4h (també anomenat D10) en l'Illa del Príncep de Gal·les (Alaska) de fa 10.300 anys. D'altra banda, l'home de Kennewick va presentar els haplogrups Q-M3 (ADN-Y) i X2a (ADNmt).

#### Est d'Amèrica del Nord: llinatges d'Occident

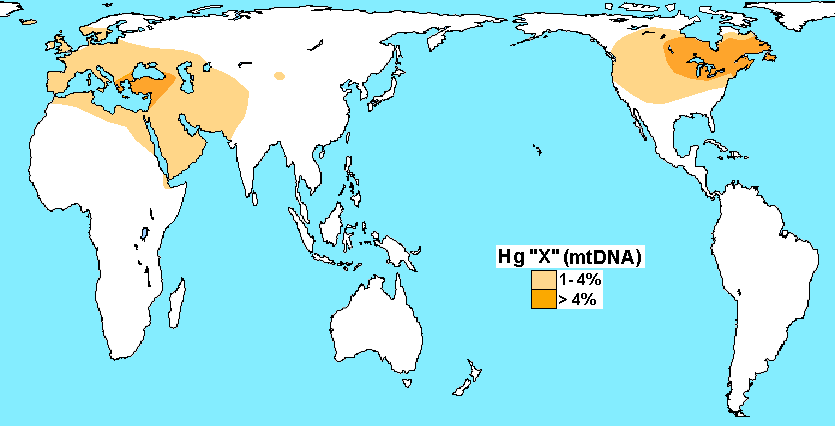
Mapa de distribució de l'haplogrup X, llinatge originat en el Pròxim Orient fa uns 30 000 anys.

La presència de l'haplogrup X (ADNmt) a l'est d'Amèrica del Nord (veure mapa), un llinatge típic d'Euràsia Occidental, és coincident amb la presència de diversos clades ADN-Y també típics d'Euràsia Occidental com ara R1b i altres menors (G, J i E). La presència a Amèrica d'aquests llinatges d'Occident ha estat interpretada amb les següents tres hipòtesis:

##### Origen siberià
La presència de X (ADNmt), R1a, R1b i C (ADN-Y) a Amèrica, va poder ser el resultat de migracions de Sibèria a través del corredor lliure de gel, ja que tots aquests llinatges poden trobar-se, encara que a vegades escassament, en les poblacions actuals del sud i centre de Sibèria.
Aquesta hipòtesi té una concordança ètnica i cultural indígena.

##### Recent mestissatge europeu
Es considera que la presència de R1b i altres ADN-Y menors a Amèrica seria resultat del mestissatge modern entre amerindis i europeus. Aquesta hipòtesi seria consistent amb l'evidència etnogràfica entre el contacte entre els pobles anishinaabemowin i comerciants europeus, produint-se un alt mestissatge similar al dels métis, on el llinatge matern prové majorment de nadiues canadenques i el patern de la colonització anglo-francesa. Encara que altres autors donen suport a aquesta hipòtesi, no s'ha realitzat ni/o publicat l'anàlisi subcladístico detallat que permeti descartar altres hipòtesis.

##### Hipòtesi solutriana
Altres autors sostenen la possibilitat de colonització d'Amèrica per una migració provinent d'Europa, particularment d'Ibèria i fa 15.000 anys, que va portar l'haplogrup X i constituiria una connexió entre la cultura solutrià i la cultura Clovis. X és comú en tot Europa i particularment en Irlanda es va trobar el llinatge X2j, el qual és un clade germà del llinatge americà X2a. A més R1b és predominant a Europa Occidental. Alguns autors han equiparat la indústria lítica clovis amb la de la cultura solutriana, basats en l'estil de la fabricació d'eines, però no es considera que hi hagi prou evidències concloents. També s'ha suggerit que les restes del home de Kennewick, d'uns 7500 anys d'antiguitat i fisonomia similar als europeus, podria estar relacionada amb una immigració europea en les primeres etapes del poblament d'Amèrica.
També és possible que estigui relacionat amb la colonització vikinga a Amèrica des del segle X i que els nadius skræling de Vinland siguin una referència als pobles algonquins del Canadà; o també que va poder existir alguna relació algonquino-celta, atès que als pobles nòrdics i cèltics són presents aquests haplogrups (X2-ADNmt i R1b-ADN-Y).

### Subgrups amerindis
No existeix actualment una classificació genètica reconeguda que permeti dividir en subgrups la població ameríndia o paleoamericana. No obstant això la genètica autosòmica i la mitocondrial permeten establir algunes relacions que coincideixen amb aspectes lingüístics i geogràfics, però sense establir un número ben definit d'aquests grups ni fronteres clares entre ells.
|  | Turc-siberià                                           |
|  |                                                        |
|  | \| \| Txuktxis \| \| \| \| \| \| Esquimals \| \| \| \| |
|  |                                                        |
|  | Txuktxis                                               |
|  |                                                        |
|  | Esquimals                                              |
|  |                                                        |

|  | Txuktxis  |
|  |           |
|  | Esquimals |
|  |           |

|  | Amèrica del Nord                                              |
|  |                                                               |
|  | \| \| Centreamèrica \| \| \| \| \| \| Sud-amèrica \| \| \| \| |
|  |                                                               |
|  | Centreamèrica                                                 |
|  |                                                               |
|  | Sud-amèrica                                                   |
|  |                                                               |

|  | Centreamèrica |
|  |               |
|  | Sud-amèrica   |
|  |               |

|  | Amèrica del Nord                                              |
|  |                                                               |
|  | \| \| Centreamèrica \| \| \| \| \| \| Sud-amèrica \| \| \| \| |
|  |                                                               |
|  | Centreamèrica                                                 |
|  |                                                               |
|  | Sud-amèrica                                                   |
|  |                                                               |

|  | Centreamèrica |
|  |               |
|  | Sud-amèrica   |
|  |               |

|  | Turc-siberià                                           |
|  |                                                        |
|  | \| \| Txuktxis \| \| \| \| \| \| Esquimals \| \| \| \| |
|  |                                                        |
|  | Txuktxis                                               |
|  |                                                        |
|  | Esquimals                                              |
|  |                                                        |

|  | Txuktxis  |
|  |           |
|  | Esquimals |
|  |           |

|  | Amèrica del Nord                                              |
|  |                                                               |
|  | \| \| Centreamèrica \| \| \| \| \| \| Sud-amèrica \| \| \| \| |
|  |                                                               |
|  | Centreamèrica                                                 |
|  |                                                               |
|  | Sud-amèrica                                                   |
|  |                                                               |

|  | Centreamèrica |
|  |               |
|  | Sud-amèrica   |
|  |               |

|  | Amèrica del Nord                                              |
|  |                                                               |
|  | \| \| Centreamèrica \| \| \| \| \| \| Sud-amèrica \| \| \| \| |
|  |                                                               |
|  | Centreamèrica                                                 |
|  |                                                               |
|  | Sud-amèrica                                                   |
|  |                                                               |

|  | Centreamèrica |
|  |               |
|  | Sud-amèrica   |
|  |               |

|  | Turc-siberià                                           |
|  |                                                        |
|  | \| \| Txuktxis \| \| \| \| \| \| Esquimals \| \| \| \| |
|  |                                                        |
|  | Txuktxis                                               |
|  |                                                        |
|  | Esquimals                                              |
|  |                                                        |

|  | Txuktxis  |
|  |           |
|  | Esquimals |
|  |           |

|  | Amèrica del Nord                                              |
|  |                                                               |
|  | \| \| Centreamèrica \| \| \| \| \| \| Sud-amèrica \| \| \| \| |
|  |                                                               |
|  | Centreamèrica                                                 |
|  |                                                               |
|  | Sud-amèrica                                                   |
|  |                                                               |

|  | Centreamèrica |
|  |               |
|  | Sud-amèrica   |
|  |               |

|  | Amèrica del Nord                                              |
|  |                                                               |
|  | \| \| Centreamèrica \| \| \| \| \| \| Sud-amèrica \| \| \| \| |
|  |                                                               |
|  | Centreamèrica                                                 |
|  |                                                               |
|  | Sud-amèrica                                                   |
|  |                                                               |

|  | Centreamèrica |
|  |               |
|  | Sud-amèrica   |
|  |               |

|  | Turc-siberià                                           |
|  |                                                        |
|  | \| \| Txuktxis \| \| \| \| \| \| Esquimals \| \| \| \| |
|  |                                                        |
|  | Txuktxis                                               |
|  |                                                        |
|  | Esquimals                                              |
|  |                                                        |

|  | Txuktxis  |
|  |           |
|  | Esquimals |
|  |           |

|  | Amèrica del Nord                                              |
|  |                                                               |
|  | \| \| Centreamèrica \| \| \| \| \| \| Sud-amèrica \| \| \| \| |
|  |                                                               |
|  | Centreamèrica                                                 |
|  |                                                               |
|  | Sud-amèrica                                                   |
|  |                                                               |

|  | Centreamèrica |
|  |               |
|  | Sud-amèrica   |
|  |               |

|  | Amèrica del Nord                                              |
|  |                                                               |
|  | \| \| Centreamèrica \| \| \| \| \| \| Sud-amèrica \| \| \| \| |
|  |                                                               |
|  | Centreamèrica                                                 |
|  |                                                               |
|  | Sud-amèrica                                                   |
|  |                                                               |

|  | Centreamèrica |
|  |               |
|  | Sud-amèrica   |
|  |               |

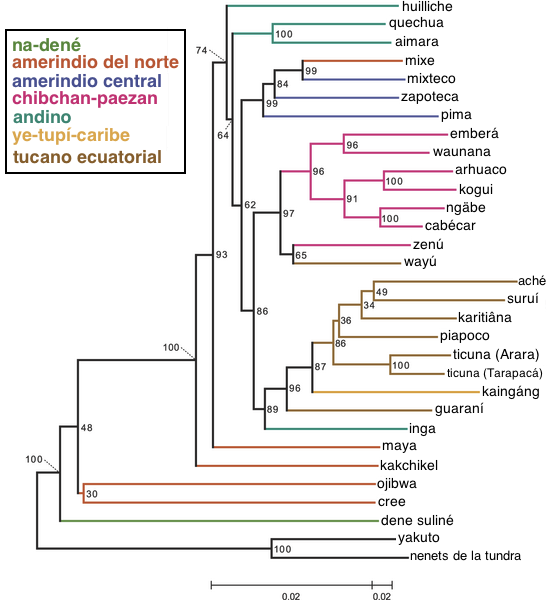
Arbre genètic autosòmic mostrant les relacions entre algunes ètnies ameríndies i la seva comparació amb els subgrups lingüístics proposats per Greenberg i Ruhlen.

Un treball recent (2007) de genètica autosòmica i coordinat entre laboratoris de genètica molecular dels Estats Units, el Regne Unit, Suïssa, Colòmbia, el Perú, Mèxic, el Canadà, el Brasil, Costa Rica i Xile, relaciona 24 poblacions indígenes americanes amb 54 poblacions de la resta del món; concloent que dins del continent americà existeix baixa diversitat genètica i en canvi una gran diferenciació amb les poblacions natives de la resta de món. Entre els resultats (veure imatge a la dreta) es pot apreciar la major divergència entre els pobles na-dené (chipewyan) amb els amerindis; i al seu torn dins dels amerindis es poden diferenciar als pobles de l'est d'Amèrica del Nord d'una banda (els cree i ojibwa, parlants de llengües algonquines) amb els altres pobles amerindis per l'altre (des de Mèxic fins a l'extrem sud-americà), formant aquests últims un grup sòlidament establert amb un 100% de confiabilitat en la seva unitat genètica. Pot observar-se també l'estreta relació genètica entre quítxues i aimares.

#### Subgrups mitocondrials i famílies lingüístiques
| 1. indígena d'Alaska 2. salst 3. atapascans 4. amerindi del nord 5. anishinaabemowin 6. mexica | 7. maia 8. indígena de Centreamèrica 9. Andes 10. Amazònia 11. Gran Chaco 12. Patagònia |  |

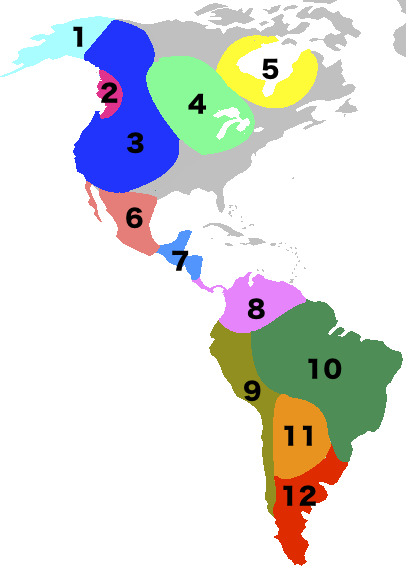
Mapa dels grups genètics autosòmics segons «DNA Tribes», organització estatunidenca d'anàlisis genètiques.

Diferents regions geogràfiques presenten una correlació amb la forma de distribució dels grans haplogrups A, B, C, D i X, els quals corresponen al seu torn amb les famílies lingüístiques més reconegudes. Les següents regions són les més representatives (de sud a nord):
- Araucanía i Patagònia: Els pobles del centre i sud de Xile i l'Argentina es caracteritzen pel predomini de l'haplogrup D, seguit de C. S'ajusten a això els parlants de les anomenades llengües andines meridionals com ara maputxes, yaghans, kawésqars[66] i chon.[67]

- Andes: Els pobles dels Andes presenten gran predomini de l'haplogrup B, seguit de D o A, destacant Bolívia seguida del Perú, el nord de Xile, l'Equador i la regió Pacífica colombiana. B és majoritari especialment en parlants de llengües aimara, uru-chipayas[68] i mosetenes,[69] una mica menys en quítxua[70] i chocó, i no ben definit en barbacoanes.[69] És possible que en la prehistòria andina no sempre hagi predominat B, perquè la cultura Chinchorro (Arica) de fa 7000años presenten un perfil mitocondrial més relacionat amb els pobles de l'est de Sud-amèrica.[27]

- Est de Sud-amèrica: Grup heterogeni format pels pobles de les regions de l'Amazònia, Gran Chaco i Carib, incloent les Antilles. Els quatre haplogrups panamericans es troben dispersos sense que cap d'ells sigui clarament predominant, encara que sobresurt una mica el llinatge C, per exemple en les famílies arawak, Carib, tucana, ianomami, pano-tacana,[71] tikuna, cofán i movima; amb una tendència parcial cap a D en el grup mataco-guaicurú,[70] cap a B en gê i cap a A en guaranís.[72]

- Mesoamèrica i Centreamèrica: A Mesoamèrica hi ha un predomini ben marcat de l'haplogrup A, seguit de B, típic dels pobles mayies, otomang i mixe-zoque.[73] Aquest perfil s'estén per Centreamèrica fins a Colòmbia i és característic en txibtxa i Poble Nasa.[69]

- Aridoamérica: El nord de Mèxic i sud-oest dels EUA conformen la regió d'Aridoamèrica i en ella preval l'haplogrup B. Aquesta característica és pròpia de les famílies yuma-cochimí, uto-asteca, kiowa-tano, caddo i zuni, amb algunes excepcions com en el cas dels nahues que posseeixen un perfil més relacionat amb els mesoamericans.[74]

- Amerindi del nord: L'haplogrup A és majoritari en tot l'est d'Amèrica del Nord, nord deld Estats Units i el Canadà. Això és característic en àlgiques, iroqueses, sioux, muskogi,[75] salish i wakash. No obstant això el més particular d'aquesta regió és la presència de l'haplogrup X, el qual no té una distribució uniforme, perquè des de lluny la seva major freqüència i diversitat és als pobles algonquins.[43] La diferència entre la distribució de X amb la del conjunt A-D pot interpretar-se com una possible evidència de l'origen dual d'aquests pobles, on X hauria arribat posteriorment i fou absorbit per la població inicial.[8]

## Pobles na-dené

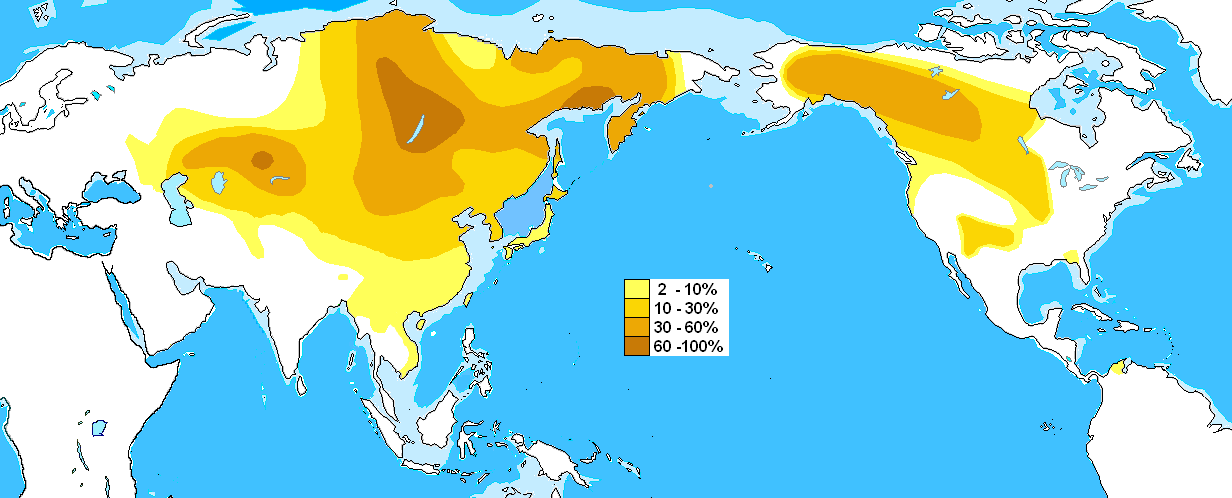
Mapa de distribució de l'haplogrup C3 ADN-Y. A Amèrica del Nord es presenta la variant característica C3b, atribuïda a les migracions na-dené.

Diversos estudis genètics diferencien als parlants de na-dené dels pobles esquimo-aleutes i dels amerindis. Però el que més caracteritza als pobles na-dené és la presència de l'haplogrup C3 (ADN-Y). (vegeu el mapa).

### Na-dené del sud i del nord
Una recerca genètica proteica (al·lotip mg) en el sud-oest dels EUA, troba que la diferència genètica més important en aquesta regió està entre els na-dené del sud (apatxes, navahos) i els altres pobles (pimes, Tohono O'odham, hopi, hualapais), reforçant segons els autors la tesi de les tres migracions que van poblar Amèrica.
Estudis a partir de catorze locus genètics van trobar que poblacions atapascanes (na-dené) estan més pròxims a esquimals i txuktxis que als pobles algonquins. Posteriorment Cavalli-Sforza (1994) va fer un estudi més exhaustiu analitzant vint-i-tres ètnies americanes. Com a resultat va afirmar que hi ha un distanciament dels pobles na-dené del nord amb els del sud, apareixent els del nord més pròxims als esquimals, en canvi els na-dené del sud s'acostarien als pobles amerindis almosans (álgico-wakash).
Tenint en compte l'ADN mitocondrial, els na-dené del nord, incloent els haida, presenten predomini absolut de l'haplogrup A (ADNmt), mentre que els na-dené del sud presenten altres grups menors que podrien determinar que es va produir un mestissatge amb pobles amerindis d'Amèrica del Nord.

### Connexió ienisseia

Distribució de les Llengües dené-ienisseianes.

S'ha descobert afinitat lingüística entra les llengües na-dené i les llengües ienisseianes, conformant la família dené-ienisseiana.
L'evidència genètica del cromosoma-I ens brinda també una connexió entre aquests pobles. El poble siberià ket, que és pràcticament l'únic poble ienisseià que conserva la seva llengua original, és també l'únic que té un perfil ADN-Y conformat només per dos haplogrups: un majoritari Q i un minoritari C3, igual que els apatxe i altres pobles na-dené.
Quant a la genètica mitocondrial, es va trobar el llinatge matern A2a1 tant en apatxes (na-dené) com en selkups (ienisseians).

## Esquimo-aleutians
Són els parlants de llengües esquimo-aleutianes, també anomenats eskaleutes'.
La genètica mitocondrial ha determinat que són de l'origen més tardà respecte als altres grups natius americans, ja que els haplogrups característics són relativament recents, de 2500 a 5000 anys d'antiguitat. Les restes més antigues provenen de Groenlàndia, tenen uns 4000 anys i han estat analitzats genèticament, la qual cosa permet creure que els primers esquimo-aleutas haurien arribat de Sibèria fa uns 5500 anys.

### Origen dual
Els llinatges característics escaleutas són D2, D3, A2a, A2b (ADNmt) i Q (ADN-Y). La migració que va provenir de Sibèria va portar amb si els haplogrups D2 i D3, però es considera que A2 i els seus subclados A2a i A2b són d'origen americà. Per tant, els pobles escaleutas tindrien un origen dual: d'una banda provinent de Sibèria i per l'altre de nadius americans que van colonitzar l'Àrtida tan bon punt retrocedissin els gels en acabar l'última glaciació. Aquesta podria ser la raó de la presència de Q-M3 (ADN-Y) en inuits.

### Connexió txuktxi
Igualment els pobles txuktxis presenten aquests mateixos haplogrups D2, D3, A2a i A2b, senyal de l'estreta relació genètica entre aquests pobles. Això implicaria a més que no sols va haver-hi migracions siberianes que van poblar Amèrica, sinó també migracions americanes que van tornar a Sibèria portant alguns dels seus llinatges (A2a, A2b i tal vegada C1a). La següent taula permet observar aquesta relació:
| Grup      | Llinatges materns           | Llinatges paterns  |
| --------- | --------------------------- | ------------------ |
| Inuit     | A2a, A2b, D3                | Q-NWT01, Q-M3, R1  |
| Aleutians | A2a, D2                     | Q-M3 (R1)          |
| Yupik     | A2a, A2b, D2, D3            | N1c, Q-M3, R1      |
| Txuktxis  | A2a, A2b, C2, C3, D2, D3, G | C3c, N1c, Q-M3, R1 |

Aquesta connexió genètica entre esquimo-aleutas i chukchis podria tenir un equivalent lingüístic en una relació entre les llengües esquimo-aleutianes i les llengües txukotkokamtxatkianes (Swadesh 1962), o fins i tot relacionar-se amb la hipòtesi de les llengües uralo-siberianes.

## Antiguitat per llinatges

### Segons l'ADN mitocondrial
S'ha intentat calcular l'antiguitat de cada llinatge partint de la hipòtesi que a major nombre de mutacions en l'ADN, major l'edat de cada haplogrup. Dos estudis recents basats en el rellotge molecular mitocondrial donen els següents resultats aproximats:

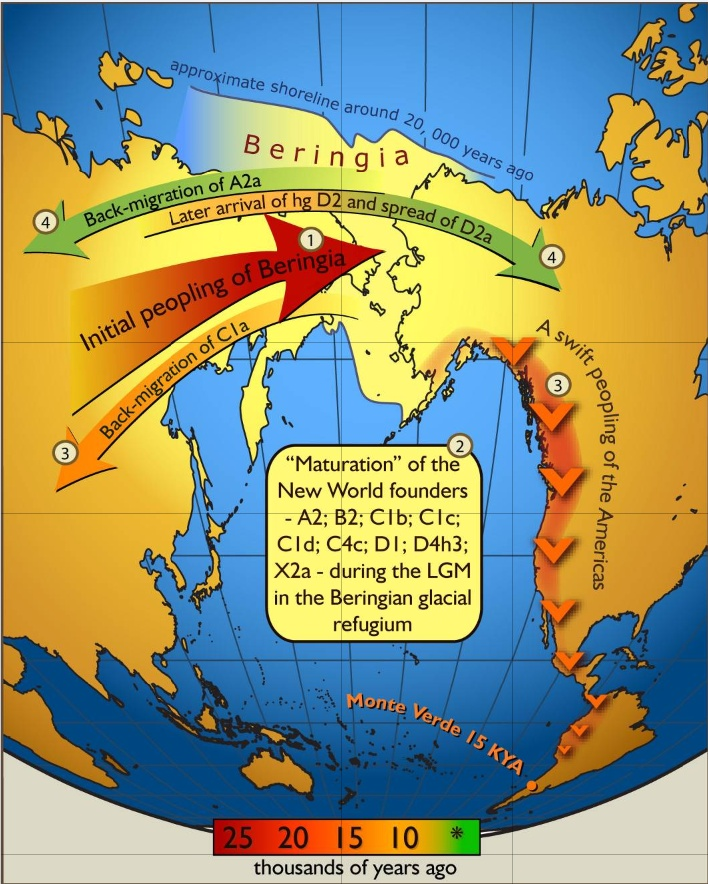
Migracions dels llinatges mitocondrials cap a i des de Beríngia, segons versió de Tamm 2007.

Mapa d'Amèrica que mostra els assentaments més antics (pre-Clovis) d'acord amb l'evidència arqueològica.

- A: Originat fa uns 30 000 anys a Àsia Oriental.
  - Pre-A2 (o A4): 25 000 anys i probable origen xinès.
    - A2: 13 000[33] o 16 000 anys amb un probable origen s Alaska[31]
      - A2a: 4700, a Nord-américa i Sibèria Oriental.[31]
      - A2b: 2600, en inuits i txuktxis.
      - A2 (64): Amb diversos subclados presents a Amèrica com ara A2d, A2g, A2h (Colòmbia), A2i (els EUA), A2j, A2k, A2n (el Canadà), A2p (l'Equador) i A2r (Mèxic i Guatemala).

- B (16189, 8281) Amb 50 000 anys, a Àsia Oriental.
  - B4: 44 000
    - B4b: 28 000
      - B2: Con 14 600, es autòcton d'Amèrica.

- M8: 43 000 anys, propi de l'Extrem Orient.
  - C: 28 000, típic siberià.
    - C1: 17 000
      - C1a: 13 900, a Àsia
      - C1b: 14 500, a Amèrica
      - C1c: 9000, a Amèrica
      - C1d: 15 000 o 19 000, a Amèrica[87]

    - C4: 18 000

- D (16189, 8281) Amb 48 000 anys, propi de l'Extrem Orient.
  - D4: 27 000
    - D1: 13 500, exclusiu d'Amèrica.
    - D4e: 23 000
      - D4e1: 19 000
        - D2: 13 000 anys i originat al sud de Sibèria.[86]
          - D2a: 5000 anys i amb la freqüència més alta en aleutians. Propi d'esquimals i txuktxis.[31] Trobat a Saqqaq (Groenlàndia), en restes de fa 4000 anys.[88]

    - D3 (o D4b): 26 000
      - D3a (o D4b1): 20 000.
        - D3a2a (o D4b1a2a): A Sibèria i inuits.

    - D4h: 18 000, a Àsia Oriental i en amerindis.[8]
      - D4h3b: Típic dels amerindis. Es va trobar a la cultura Clovis de fa 12.600 anys.[89]

- X (16189, 8281) Amb 32 000 anys, originat en el Pròxim Orient.
  - X2: 21 000
    - X2a'j: A més d'Amèrica del Nord, també trobat a l'Iran, a Sibèria (al Tunguska Pedregós),[57] Irlanda i Egipte.
      - X2a: 12 800 anys i exclusiu de Nord-amèrica.

### Antiguitat segons el cromosoma Y
Sent els llinatges més comuns en nadius americans Q, C i R, l'antiguitat aproximada d'aquests es calcula en el següent:
- C: Originat al sud d'Àsia fa uns 50 000 anys.[76]
  - C2: Propi de l’Extrem Orient.
    - C-P39: Amb 14 000 anys,[48] típic dels pobles na-dené (Amèrica del Nord).

- P: Originat en el sud d'Àsia i amb uns 34 000 anys d'antiguitat.[90]
  - Q: Amb la major diversitat al sud d’Àsia.
    - Q1a1 (F1096): Estès en el Pròxim Orient i en Extrem Orient.
      - Q1a1a* (NWT01): Predominant en pobles inuit i amb 4000 a 7000 anys.[21]

    - Q1a2 (M346): Estès a Euràsia, especialment a l'Àsia central i Sibèria.
      - Q1a2a1 (L54) En amerindis i en europeus.
        - Q-L54*(xM3) És un grup o paragrup que és el més freqüent entre els amerindis després de Q-M3. Es va trobar en la cultura Clovis de fa 12.600 anys.[89]
        - Q1a2a1a1 (M3): Típic amerindi, amb 13 000 anys[48] o potser 22.000.[91] Va ser trobat en restes humanes de fa 10.300 anys a Alaska.[46]

  - R: 27 000[90]
    - R1b: Originat al Pròxim Orient fa 18 500 anys, típic d’Occident.